# Turritropis
Turritropis is een geslacht van weekdieren uit de klasse van de Gastropoda (slakken). 

## Soort
- Turritropis cancellata (Hinds, 1843)

## Synoniem
- Trichotropis cancellata Hinds, 1843